# Kanton Ancerville
Kanton Ancerville (fr. Canton d'Ancerville) je francouzský kanton v departementu Meuse v regionu Grand Est. Tvoří ho 25 obcí. Před reformou kantonů 2014 ho tvořilo 17 obcí.

## Obce kantonu
od roku 2015:
| - Ancerville - Aulnois-en-Perthois - Baudonvilliers - Bazincourt-sur-Saulx - Brillon-en-Barrois - Cousances-les-Forges - Guerpont - Haironville - Juvigny-en-Perthois - Lavincourt - Lisle-en-Rigault - Maulan - Montplonne | - Nant-le-Grand - Nant-le-Petit - Rupt-aux-Nonains - Saudrupt - Savonnières-en-Perthois - Silmont - Sommelonne - Stainville - Tannois - Tronville-en-Barrois - Velaines - Ville-sur-Saulx |

před rokem 2015:
- Ancerville
- Aulnois-en-Perthois
- Baudonvilliers
- Bazincourt-sur-Saulx
- Brillon-en-Barrois
- Cousances-les-Forges
- Haironville
- Juvigny-en-Perthois
- Lavincourt
- Lisle-en-Rigault
- Montplonne
- Rupt-aux-Nonains
- Saudrupt
- Savonnières-en-Perthois
- Sommelonne
- Stainville
- Ville-sur-Saulx